# Albatros de l'illa de Tristan da Cunha
L'albatros de l'illa de Tristan da Cunha (Diomedea dabbenena) és un gran ocell marí de la família dels diomedeids (Diomedeidae), descrita com a espècie únicament des de 1998, si bé encara no és reconeguda per tots els autors, que de vegades la continuen considerant una subespècie de l'albatros viatger. En 2004 però, un estudi de l'ADN mitocondrial de les diferents poblacions del complex de l'albatros viatger donà suport a aquesta divisió. En la classificació de l'IOC (versió 2.8, 2011) figura aquest albatros com una espècie de ple dret.

## Morfologia
Molt difícil de distingir de l'albatros viatger, és una mica més petit, més fosc per sobre. Mai arriba al blanc pur.de l'albatros viatger i el bec és una mica més curt.

## Hàbitat i distribució
Ocell pelàgic, actualment cria únicament a l'illa de Gough, a l'arxipèlag de Tristan da Cunha. En altre temps va criar també a Tristan i ocasionalment ho fa a l'Inaccessible. Es dispersen a tot l'ample de l'Atlàntic sud, des d'Àfrica meridional fins a Uruguai i el sud del Brasil.